# Andricus quercuspetioli
Andricus quercuspetioli är en stekelart som först beskrevs av Carl von Linné 1758.  Andricus quercuspetioli ingår i släktet Andricus, och familjen gallsteklar. Arten är reproducerande i Sverige.